# Cirurgia torácica videoassistida
Cirurgia torácica videoassistida é a técnica cirúrgica que utiliza um toracoscópio acoplado a um sistema de microcâmera e monitor de vídeo para a visualização da cavidade pleural. Por este método é possível a realização de procedimentos diagnósticos e terapêuticos na esfera das doenças intratorácicas (pleurais, pulmonares, etc.)